# Karen Allen

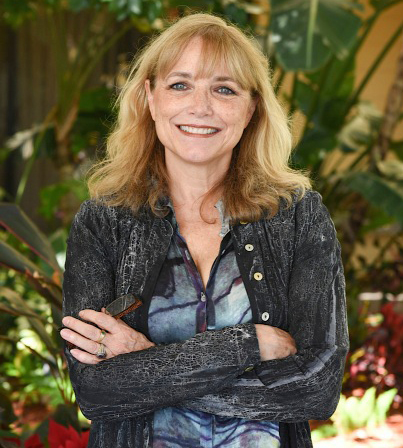
Karen Allen (2017)

Karen Jane Allen (* 5. Oktober 1951 in Carrollton, Illinois) ist eine US-amerikanische Schauspielerin.

## Leben und Leistungen

### Kindheit
Karen Allens Vater, Carroll Thompson Allen, war ein Mitarbeiter des Federal Bureau of Investigation; ihre Mutter Patricia Howell eine Lehrerin. Die Familie zog mehrmals um, bis sie im Ballungsgebiet um Washington, D.C. sesshaft wurde. Allen studierte Kunst und Design am Fashion Institute of Technology in New York City, an der George Washington University und an der University of Maryland. Sie war von den Theaterstücken des Jerzy Grotowski begeistert.
Im Jahr 1973 bekam Allen ihre erste Rolle in dem Theaterstück Saint, das von der St. Columba Church produziert wurde. Später spielte sie im Ensemble Washington Theatre Laboratory Company. Im Jahr 1977 zog sie nach New York um, wo sie zuerst bei Lee Strasberg, dem Mitbegründer des Group Theatre und des Actors Studio, Schauspielunterricht nahm.

### Karriere
Im Jahr 1978 gab Allen ihr Filmdebüt in der Komödie Ich glaub, mich tritt ein Pferd (OT: Animal House) an der Seite von John Belushi. Für diese Rolle bekam sie eine Gage in Höhe von 3.000 US-Dollar. Ein Jahr später spielte sie eine kleine Rolle in der romantischen Komödie Manhattan des Regisseurs Woody Allen sowie eine Nebenrolle in dem Spielfilm The Wanderers von Philip Kaufman. Ihre erste Hauptrolle spielte sie in dem Drama Unter guten Freunden aus dem Jahr 1980. Die 1980er-Jahre gelten als Höhepunkt ihrer Schauspielkarriere.
Einem breiten Kinopublikum wurde sie 1981 an der Seite von Harrison Ford in Steven Spielbergs erstem Indiana-Jones-Film Jäger des verlorenen Schatzes bekannt. Für die weibliche Hauptrolle der Marion erhielt sie 1982 einen Saturn Award.
Im Jahr 1982 gab Allen in dem Theaterstück The Monday After the Miracle ihr Debüt am Broadway und gewann im darauffolgenden Jahr den Theatre World Award als beste neue Schauspielerin (Best New Actress).
Für die Rolle der Jenny Hayden in dem Abenteuerfilm Starman (1984) erhielt sie 1985 eine Nominierung als beste Schauspielerin (Saturn Award). 1987 spielte Allen in dem Drama Die Glasmenagerie unter der Regie von Paul Newman mit. Der Film brachte ihr neben den guten Kritiken auch mehrere Nominierungen (1988 für den Independent Spirit Award und Sant Jordi Award) ein.
Bis 1990 spielte sie in fünf weiteren Filmen mit (u. a. in dem Romantikfilm Liebe ohne Ausweg und dem Fantasyfilm Die Geister, die ich rief). Seit der Geburt ihres ersten Kindes nahm sie nur noch kleinere TV-Rollen (u. a. Rapture aus dem Jahr 1993) an.
Ihren Part aus Jäger des verlorenen Schatzes nahm Allen in Indiana Jones und das Königreich des Kristallschädels (2008) und Indiana Jones und das Rad des Schicksals (2023) wieder auf.

### Privatleben
Im Jahr 1987 lernte sie im The Whole Theatre in Montclair (New Jersey) den US-amerikanischen TV-Star Kale Browne kennen, den sie am 1. Mai 1988 heiratete. Die Ehe hielt bis 1997. Am 14. September 1990 kam ihr erstes Kind, Nicholas Allen, auf die Welt. In den 1990er-Jahren gründete Allen ihr eigenes Yoga-Center, wo sie mit anderen Lehrern 35 Klassen pro Woche unterrichtete. Im Jahr 2003 gründete sie im Westen von Massachusetts ihre eigene Textilfirma, die sich Karen Allen Fiber Arts nennt. Außerdem gibt sie Schauspielunterricht an dem Simon’s Rock College in Great Barrington.

## Filmografie (Auswahl)
- 1978: Ich glaub’, mich tritt ein Pferd (National Lampoon’s Animal House)
- 1978: Lovey: A Circle of Children, Part II (Fernsehfilm)
- 1979: Manhattan
- 1979: The Wanderers
- 1979: Unter der Sonne Kaliforniens (Knots Landing, Fernsehserie)
- 1980: Cruising
- 1980: Unter guten Freunden (A Small Circle of Friends)
- 1981: Jenseits von Eden (East of Eden, Fernsehserie)
- 1981: Jäger des verlorenen Schatzes (Raiders of the Lost Ark)
- 1982: Der Konflikt – Du oder Beide (Shoot the Moon)
- 1982: Das Idol (Split Image)
- 1984: Liebe ohne Ausweg (Until September)
- 1984: Starman
- 1986: Alfred Hitchcock zeigt (Alfred Hitchcock Presents, Fernsehserie)
- 1987: Final Night – Die letzte Nacht (Backfire)
- 1987: Terminus
- 1987: Die Glasmenagerie (The Glass Menagerie)
- 1988: Die Geister, die ich rief … (Scrooged)
- 1989: Ein Affe zum Knutschen (Animal Behavior)
- 1990: Challenger (Fernsehfilm)
- 1990: Sexpionage (Secret Weapon, Fernsehfilm)
- 1991: Harrys größter Coup (Sweet Talker)
- 1992: Nonesense and Lullabyes: Poems (Kurzfilm)
- 1992: Nonesense and Lullabyes: Nursery Rhymes (Kurzfilm)
- 1992: The Turning
- 1992: Malcolm X
- 1993: Rapture – Mord nach Programm (Rapture, Fernsehfilm)
- 1993: Herkules und die Sandlot-Kids (The Sandlot)
- 1993: Kreuzfahrt ins Jenseits (Voyage, Fernsehfilm)
- 1993: König der Murmelspieler (King of the Hill)
- 1993: Der Killer im System (Ghost in the Machine)
- 1994: The Road Home (Fernsehserie)
- 1996: Ripper (Computerspiel)
- 1996: Bedrohliche Leidenschaft (Hostile Advances: The Kerry Ellison Story, Fernsehfilm)
- 1996: Law & Order (Fernsehserie)
- 1997: Zwei Singles in L.A. (’Til There Was You)
- 1997: Winterliebe – Späte Romanze im Schnee (All the Winters That Have Been, Fernsehfilm)
- 1998: Falling Sky
- 1999: The Basket
- 2000: Wind River
- 2000: Der Sturm (The Perfect Storm)
- 2001: In the Bedroom
- 2001: Law & Order: Special Victims Unit (Fernsehserie)
- 2001: Crazy Time – Lernen fürs Leben (My Horrible Year!, Fernsehfilm)
- 2001: World Traveler
- 2001: Krieger – Shaka Zulu (Shaka Zulu: The Citadel, Fernsehfilm)
- 2003: Where Are They Now?: A Delta Alumni Update (Kurzfilm)
- 2003: The Root
- 2003: Briar Patch
- 2004: Poster Boy
- 2004: When Will I Be Loved
- 2008: Indiana Jones und das Königreich des Kristallschädels (Indiana Jones and the Kingdom of the Crystal Skull)
- 2010: November Christmas
- 2014: Blue Bloods – Crime Scene New York (Blue Bloods, Fernsehserie)
- 2021: Things Heard & Seen
- 2023: Indiana Jones und das Rad des Schicksals (Indiana Jones and the Dial of Destiny)

## Auszeichnungen
Academy of Science Fiction, Fantasy & Horror Films
- 1982: Beste Hauptdarstellerin für Jäger des verlorenen Schatzes